# Mon deuxième frère
Pour plus de détails, voir Fiche technique et Distribution.
Mon deuxième frère (にあんちゃん, Nianchan) est un film japonais réalisé par Shōhei Imamura, sorti en 1959.

## Fiche technique
- Titre : Mon deuxième frère
- Titre original : にあんちゃん (Nianchan?)[1]
- Réalisation : Shōhei Imamura
- Scénario : Shōhei Imamura et Ichirō Ikeda (ja), d'après le roman homonyme de Sueko Yasumoto (ja)
- Photographie : Shinsaku Himeda (ja)
- Montage : Mutsuo Tanji
- Décors : Kimihiko Nakamura
- Son : Fumio Hashimoto (ja)
- Musique : Toshirō Mayuzumi
- Société de production : Nikkatsu
- Pays d'origine :  Japon
- Langue originale : japonais
- Format : noir et blanc - 2,35:1 - 35 mm - Mono
- Genre : drame
- Durée : 101 minutes (métrage : huit bobines - 2 775 m[2])
- Date de sortie :
  - Japon : 28 octobre 1959[2]

## Distribution
- Hiroyuki Nagato : Kiichi Yasumoto, le frère ainé
- Kayo Matsuo : Yoshiko Yasumoto, la sœur ainée
- Takeshi Okimura : Koichi Yasumoto, le second frère
- Akiko Maeda : Sueko Yasumoto, la sœur cadette
- Kō Nishimura : Goro Mitamura
- Yoshio Omori : Seki
- Taiji Tonoyama : Hemmi Gengoro
- Shinsuke Ashida : Sakai
- Shōichi Ozawa : Haruo Kanayama
- Kazuko Yoshiyuki : Kanako Hori
- Tanie Kitabayashi : la grand-mère Sakata
- Taiji Tonoyama : Gengoro Henmi
- Jun Hamamura : Nishiwaki
- Hideaki Nitani : Ryoichi Matsuoka

## Distinctions
Sauf indication contraire, les informations mentionnées dans cette section peuvent être confirmées par la base de données cinématographiques IMDb,  présente dans la section « Liens externes ».

### Récompenses
- 1960 : prix Blue Ribbon du meilleur acteur pour Hiroyuki Nagato et du meilleur acteur dans un second rôle pour Shōichi Ozawa[3]
- 1960 : prix Mainichi de la meilleure actrice dans un second rôle pour Kazuko Yoshiyuki et du meilleur son pour Fumio Hashimoto[4]

### Sélections
- 1960 : en compétition pour l'ours d'or à la Berlinale